# Ichneumon suturator
Ichneumon suturator là một loài tò vò trong họ Ichneumonidae.